# Inga Machel

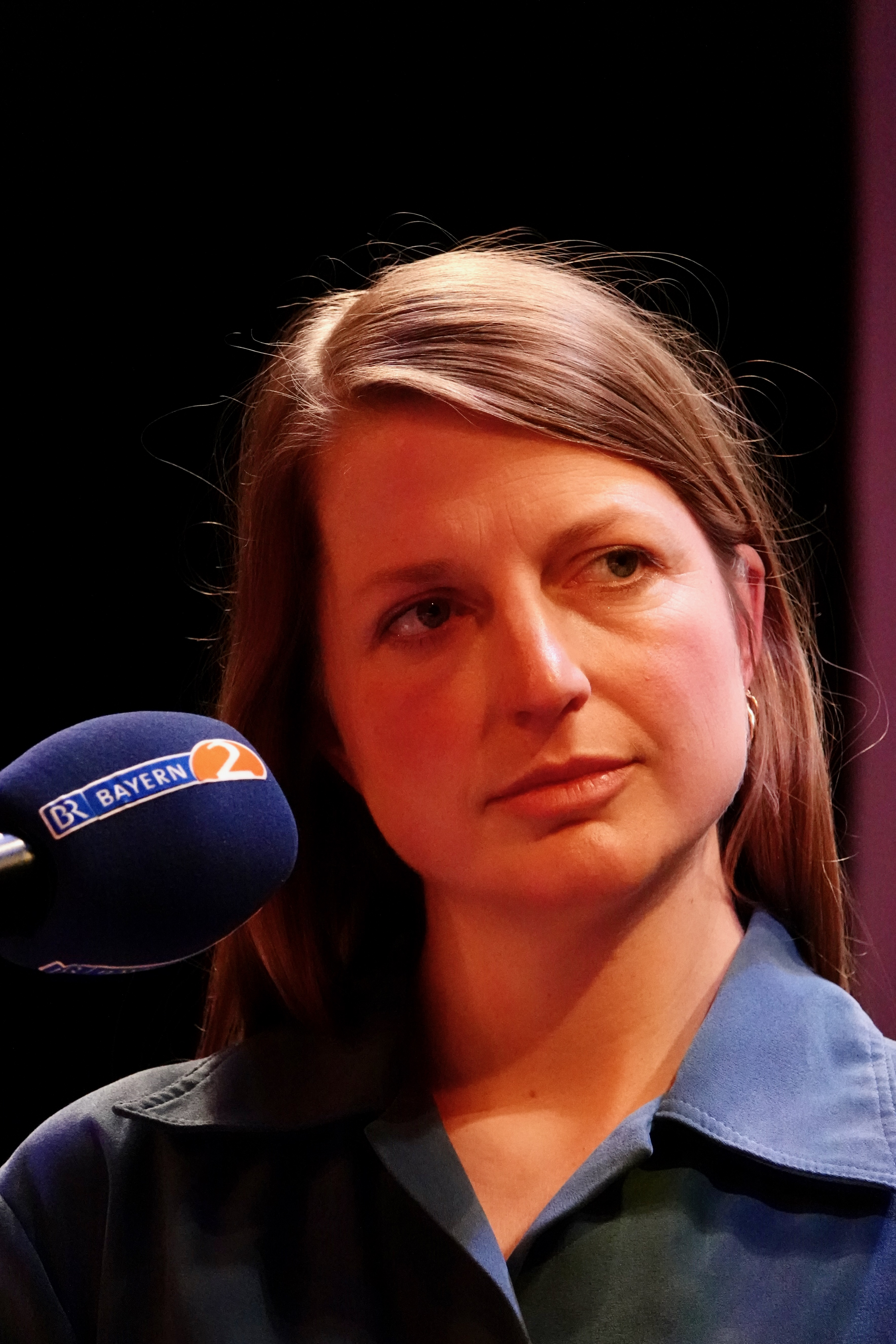
Inga Machel 2024

Inga Machel (* 1986) ist eine deutsche Schriftstellerin. 

## Werdegang
Inga Machel studierte an der Universität Hildesheim Kreatives Schreiben und Kulturjournalismus. Freiberuflich arbeitete sie als Autorin für den RBB sowie als Lektorin. Darüber hinaus ist sie Heilpraktikerin für Psychotherapie.
2016 veröffentlichte sie eine erste Erzählung Lieber A., in der es um eine traumatische Kindheitserinnerung geht, ausgelöst durch einen Krankenhausaufenthalt. Die Erzählung wurde mit dem New German Fiction Prize  ausgezeichnet. 
2024 veröffentlichte Inga Machel ihren ersten Roman, Auf den Gleisen, der kurz nach seinem Erscheinen auf die SWR-Bestenliste gewählt wurde. Es geht um einen jungen Mann, der über den Suizid seines psychisch kranken Vaters nicht hinwegkommt und später nicht anders kann, als einem prekär lebenden fremden Mann auf Schritt und Tritt zu folgen, weil er in ihm seinen Vater sieht. 
„Hier läuft buchstäblich ein Mensch die Wege seiner zahlreichen Traumatisierungen ab, und das wirkt darum psychologisch so schlüssig, weil es literarisch so gut gemacht ist“ urteilt Christoph Schröder im Deutschlandfunk 
Auch der Literaturkritiker Gerrit Bartels macht auf den Roman aufmerksam: 
„Bisweilen entsteht bei der Lektüre der Eindruck, der im Wechsel geschilderten Tristesse kaum gewachsen zu sein“...„Inga Machel aber hat die sprachlichen Mittel, um diese Komplexität literarisch zu gestalten, nie gerät sie in Kitsch- oder Pathosfallen.“
Auf den Gleisen steht auf der Shortlist zum Preis der Leipziger Buchmesse 2024. 
Inga Machel lebt in Berlin.

## Publikationen
- Lieber A. Erzählung. Matthes & Seitz, Berlin 2016, EPUB ISBN 978-3-95757-129-8.
- Auf den Gleisen. Rowohlt, Hamburg 2024, ISBN 978-3-498-00342-5.